# Downtown Battle Mountain
Downtown Battle Mountain — дебютный студийный альбом американской постхардкор-группы Dance Gavin Dance, выпущенный 15 мая 2007 года на лейбле Rise Records. Альбом стал продолжением дебютного мини-альбома группы Whatever I Say Is Royal Ocean, вышедшего в 2006 году. Название альбома было навеяно неинкорпорированным городом Battle Mountain, штат Невада, после того как группа посетила этот город. Продюсером альбома выступил Крис Крамметт, который в дальнейшем станет продюсером большинства будущих студийных релизов группы.
Альбом был поддержан четырьмя синглами: «And I Told Them I Invented Times New Roman», «Lemon Meringue Tie», «The Backwards Pumpkin Song» и «Open Your Eyes and Look North». Это первый из двух студийных альбомов группы, в котором участвовал чистый вокалист Джонни Крейг. Крейг покинул группу в конце 2007 года, но затем вновь присоединился к ней в середине 2010 года. Это также единственный полноформатник группы, в котором участвовал гитарист Шон О’Салливан, покинувший группу в конце 2007 года. Непосредственное продолжение альбома, названное Downtown Battle Mountain II, было выпущено 8 марта 2011 года.

## Отзывы
| Оценки критиков | Оценки критиков                                                          |
| Источник        | Оценка                                                                   |
| --------------- | ------------------------------------------------------------------------ |
| AbsolutePunk    | (80%)                                                                    |
| Allmusic        | [ 3 ]                                                                    |
| Kerrang!        | 3 из 5 звёзд · 3 из 5 звёзд · 3 из 5 звёзд · 3 из 5 звёзд · 3 из 5 звёзд |
| Punknews.org    | [ 4 ]                                                                    |

Альбом получил смешанные отзывы музыкальной критики и интернет-изданий.
В Allmusic отметили, что «Подобно многим группам Dance Gavin Dance разыгрывают карту „эклектики“ на своём дебютном альбоме 2007 года Downtown Battle Mountain, который граничит с ярлыком „прогрессивный“, настолько он далёк от далёких корней этих жанров в старом добром хардкоре. На самом деле, минимализм хардкора также не может быть дальше от неапологетичной виртуозности и неортодоксальных структур песен Dance Gavin Dance, которые включают в себя постоянно меняющиеся временные подписи, головокружительно сложное взаимодействие между ритм- и лид-гитарами, а также двух отдельных вокалистов, исполняющих роли красавицы и чудовища одновременно. И все же даже вся эта инструментальная акробатика не может скрыть умопомрачительную непоследовательность альбома. Каким бы ни был результат, Dance Gavin Dance идут по тонкой грани между прокладыванием пути в будущее и поджариванием до хруста старым пылающим цеппелином».

## Список композиций
| №                   | Название                                               | Длительность |
| ------------------- | ------------------------------------------------------ | ------------ |
| 1.                  | «Untitled»                                             | 0:48         |
| 2.                  | «And I Told Them I Invented Times New Roman»           | 4:48         |
| 3.                  | «It's Safe to Say You Dig the Backseat»                | 5:14         |
| 4.                  | «Strawberry André»                                     | 3:13         |
| 5.                  | «Lemon Meringue Tie»                                   | 3:50         |
| 6.                  | «The Backwards Pumpkin Song»                           | 4:06         |
| 7.                  | «Antlion»                                              | 3:19         |
| 8.                  | «Turn Off the Lights, I'm Watching Back to the Future» | 3:59         |
| 9.                  | «Open Your Eyes and Look North»                        | 4:29         |
| 10.                 | «Surprise! I'm from Cuba, Everyone Has One Brain»      | 4:54         |
| 11.                 | «12 Hours, 630 Miles»                                  | 1:24         |
| Общая длительность: | Общая длительность:                                    | 40:04        |

## Чарты
| Чарт (2007)                     | Высшая позиция |
| ------------------------------- | -------------- |
| США (Billboard Top Heatseekers) | 46             |